# 7 Wonders Duel
7 Wonders Duel es un juego de naipes de estrategia para dos jugadores de 2015 diseñado por Antoine Bauza y Bruno Cathala con arte de Miguel Coimbra. Un spin-off del juego de tablero 7 Wonders, el juego fue publicado por Repos Production y alcanzó éxito comercial.

## Jugabilidad
7 Wonders Duel es un juego de naipes de estrategia para dos jugadores. Un juego consta de tres etapas, cada una con una baraja de cartas única, dispuestas en forma de pirámide superpuesta. En la ronda de un jugador, éste debe seleccionar una de las cartas disponibles y realizar una de tres acciones. Pueden construirlo pagando su coste en recursos, activando la carta y dando al jugador sus efectos. Estos incluyen producción de recursos, avances militares, fichas científicas, puntos de victoria y monedas. Alternativamente, la carta puede descartarse para obtener monedas o usarse para construir maravillas. De manera similar a lo que ocurre en 7 Wonders, del cual el juego es un spin-off, las maravillas otorgan grandes beneficios y cuestan múltiples recursos para construirlas.
Hay tres medios para obtener la victoria. En cualquier momento durante el juego, un jugador gana si ha avanzado la ficha militar hasta el final de la pista o si tiene seis fichas científicas diferentes. Si no se cumple ninguna de las condiciones al final del juego, gana el jugador con más puntos de victoria, calculados mediante una fórmula. Hay una variante disponible para un solo jugador, en la que el oponente es reemplazado por una carta de líder que realiza acciones basadas en cartas de decisión.

## Recepción
7 Wonders Duel fue publicado por Repos Production, una subsidiaria de Asmodee, en 2015. La recepción crítica fue mayoritariamente positiva. Matt Bassil de Wargamer escribió que era «uno de los mejores juegos de mesa para parejas que se pueden comprar con dinero» y Evan Saathoff  Birth.Movies.Death. lo describió como «una configuración fácil que hará que tu oponente te pida jugar una y otra vez». El valor de rejugabilidad del juego ha sido criticado, y Keith Law de Paste Magazine dijo que «pierde algo de la necesidad de estrategia del juego anterior» y que «carece de la variación de un juego a otro».
El juego fue un éxito comercial, vendiendo un millón de copias en cinco años, al doble de velocidad que 7 Wonders. Fue nominado y ganó los premios «Mejor juego de mesa para 2 jugadores» y «Mejor juego de cartas» de BoardGameGeek del mismo año.